# Gäddtjärnen (Söderbärke socken, Dalarna)
Gäddtjärnen är en sjö i Smedjebackens kommun i Dalarna och ingår i Norrströms huvudavrinningsområde.